# Heratemita
Heratemita là một chi nhện trong họ Salticidae.